# Liberal Party of Australia

Altes Logo

Die Liberale Partei Australiens (englisch Liberal Party of Australia) ist neben der Australian Labor Party eine der beiden großen politischen Parteien in Australien. Sie stellte seit ihrer Gründung im Jahr 1945 meist (1949–1972, 1975–1983, 1996–2007 und 2013–2022) den australischen Premierminister. Ihr traditioneller Koalitionspartner ist die National Party of Australia. Die Liberal Party lässt sich eher dem konservativen politischen Spektrum zuordnen, in ihr dominieren gesellschaftspolitisch konservative und wirtschaftspolitisch liberale Ansichten.

## Geschichte
Die Liberal Party ging infolge einer schweren Wahlniederlage und daraus folgender Auflösungserscheinungen der United Australia Party im Jahr 1943 aus dieser hervor. Sie wurde im Februar 1945 offiziell gegründet und vereinigte neben der UAP verschiedene konservative Gruppen. Robert Menzies übernahm wie schon bei der UAP den Vorsitz und führte die Partei 1949 an die Regierung, wo sie bis 1972 verbleiben sollte. 1975 gelang ihr die erneute Regierungsübernahme unter Malcolm Fraser. Nachdem sie die Macht 1983 an die von Bob Hawke geführte Labor Partei abgeben hatten müssen, gelang erst wieder John Howard im Jahr 1996 ein Wahlsieg auf Bundesebene.
In den siebziger und achtziger Jahren löste sie sich zunehmend von ihren protektionistischen Wurzeln; seitdem postuliert sie eine Politik des Freihandels und der wirtschaftlichen Deregulierung. 1977 kam es zu einer Abspaltung des liberalen Flügels unter der Führung von Don Chipp, die bis 2007 unter dem Namen Australian Democrats im Bundessenat vertreten waren.
Mit der Wahlniederlage 2007 und dem folgenden Rücktritt des langjährigen Premierministers John Howard befand sich die Partei in der Opposition. Nachdem Brendan Nelson und Malcolm Turnbull das Amt des Parteivorsitzenden kurzfristig innegehabt hatten, führte Tony Abbott die Partei 2010 in die Parlamentswahlen und erreichte dort eine weitgehende Pattsituation. Da sich die Grünen und die parteiunabhängigen Kandidaten auf die Seite von Julia Gillards Australian Labor Party stellten, musste sich die Partei weiterhin mit der Oppositionsrolle begnügen.
Nach der Parlamentswahl 2013 bildete die Liberal Party eine Koalition mit der Liberalen Nationalpartei, der Nationalen Partei und der Country Liberal Party. Tony Abbott wurde am 18. September 2013 Premierminister Australiens und hatte das Amt, bis zu einer verlorenen parteiinternen Abstimmung über die Parteiführung gegen Malcolm Turnbull, bis 15. September 2015 inne. Malcolm Turnbull wurde in Folge Premierminister von Australien von 15. September 2015 bis 24. August 2018.

## Vorsitzende
- Robert Menzies 1945–1966, Premierminister 1949–1966
- Harold Holt 1966–1967, Premierminister 1966–1967
- John Gorton 1968–1971, Premierminister 1968–1971
- William McMahon 1971–1972, Premierminister 1971–1972
- Billy Snedden 1972–1975
- Malcolm Fraser 1975–1983, Premierminister 1975–1983
- Andrew Peacock 1983–1985, erneut 1989–1990
- John Howard 1985–1989, erneut 1995–2007, Premierminister 1996–2007
- John Hewson 1990–1994
- Alexander Downer 1994–1995
- Brendan Nelson 2007–2008
- Malcolm Turnbull 2008–2009, erneut 2015–2018, Premierminister 2015–2018
- Tony Abbott 2009–2015, Premierminister 2013–2015
- Scott Morrison 2018–2022, Premierminister von 2018–2022
- Peter Dutton 2022–2025[5]
- Sussan Ley seit 2025